# Branchiodrilus semperi
Branchiodrilus semperi är en ringmaskart som först beskrevs av Bourne 1890.  Branchiodrilus semperi ingår i släktet Branchiodrilus och familjen glattmaskar. Inga underarter finns listade i Catalogue of Life.